# Currie Cup First Division 2018
La Currie Cup First Division de 2018 fue la decimonovena edición de la segunda división del rugby provincial de Sudáfrica.
El campeón fue el equipo de SWD Eagles quienes obtuvieron su tercer campeonato.

## Sistema de disputa
El torneo se disputó en formato liga donde cada equipo se enfrentó a los equipos restantes, luego los mejores cuatro clasificados disputaron semifinales y final.
El mejor clasificado obtiene el derecho de disputar el repechaje frente al último clasificado de la Premier Division.

## Clasificación
| Pos. | Equipo                     | Encuentros | Encuentros | Encuentros | Encuentros | Tantos | Tantos | Tantos | PB | PB | Puntos |
| Pos. | Equipo                     | PJ         | PG         | PE         | PP         | F      | C      | Dif    | BO | BD | Puntos |
| ---- | -------------------------- | ---------- | ---------- | ---------- | ---------- | ------ | ------ | ------ | -- | -- | ------ |
| 1.º  | SWD Eagles                 | 6          | 5          | 0          | 1          | 220    | 125    | +95    | 5  | 1  | 26     |
| 2.º  | Falcons                    | 6          | 4          | 0          | 2          | 305    | 199    | +106   | 5  | 1  | 22     |
| 3.º  | Leopards                   | 6          | 4          | 0          | 2          | 201    | 161    | +40    | 5  | 1  | 22     |
| 4.º  | Griffons                   | 6          | 3          | 0          | 3          | 219    | 194    | +25    | 5  | 2  | 19     |
| 5.º  | Boland Cavaliers           | 6          | 3          | 0          | 3          | 195    | 177    | +18    | 2  | 1  | 15     |
| 6.º  | Border Bulldogs            | 6          | 2          | 0          | 4          | 141    | 233    | −92    | 3  | 0  | 11     |
| 7.º  | Eastern Province Elephants | 6          | 0          | 0          | 6          | 117    | 309    | −192   | 2  | 1  | 3      |

|  | Semifinalistas. |

### Semifinales
| 12 de octubre | Falcons | 59 - 19 | Leopards | Kempton Park, |  |

| 12 de octubre | SWD Eagles | 22 - 6 | Griffons | Outeniqua Park, George |  |

### Final
| 19 de octubre | SWD Eagles | 36 - 27 | Falcons | Outeniqua Park, George |  |

| Bandera de Sudáfrica |
| Campeón SWD Eagles   |
| Tercer título        |